# Vovô Índio
O Vovô Índio é um personagem criado na década de 1930 com a intenção de substituir o Papai Noel no Brasil. Seu objetivo era incitar sentimentos patrióticos entre os brasileiros. A divulgação do personagem na década de 1930 se deu por meio da imprensa integralista, cujo movimento tinha raízes no nacionalismo brasileiro com conotações fascistas. Segundo uma crônica da edição de Natal de 1934 do jornal Correio da Manhã, o Papai Noel seria considerado uma "figura ridícula" e deslocada numa "terra de calor e de sol intenso", onde "este velho frio e severo estava a se tornar impertinente".
Descrito como um senhor idoso "muito amigo das árvores", adornado com "penas de todas as cores dos pássaros", que generosamente distribui presentes às crianças brasileiras, o Vovô Índio enfrentou críticas e zombarias em sua estreia e, em 1938, ele praticamente desapareceu.

## História
A tradição do Papai Noel não existia no Brasil no século XIX. Sua popularidade começou a crescer no início do século XX, com uma representação inicial dele, já com trajes vermelhos e brancos, aparecendo na edição de 24 de dezembro de 1904 da revista brasileira O Malho. Em 1908, o Papai Noel já era sinônimo com o ato de presentear e, na década de 1930, já estava firmemente estabelecido no imaginário popular brasileiro. Após a Primeira Guerra Mundial, surgiram vários movimentos culturais nacionalistas com tendências diversas no Brasil, especialmente após o festival da Semana de Arte Moderna em 1922. É neste contexto que, no final do ano de 1932, que por volta do Natal, surge uma iniciativa nacionalista para derrubar o Papai Noel, introduzindo em seu lugar uma personagem indígena, o Vovô Índio. Esta campanha, liderada pelo escritor Christovam de Camargo, teve início no jornal O Globo. Em 28 de novembro, o jornal publicou um manifesto em defesa do Vovô Índio.

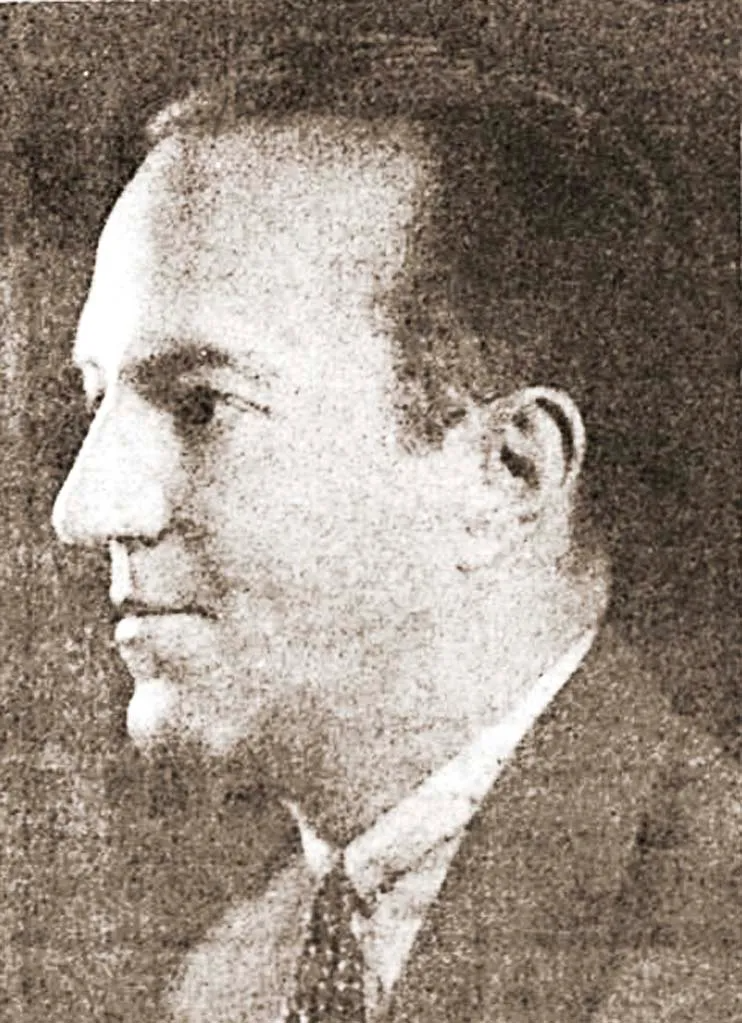
Cristovam de Camargo.

Em 11 de dezembro de 1932, o jornal Correio da Manhã lançou um concurso para premiar a melhor imagem do Vovô Índio, e o próprio Christovam de Camargo apresentou sua proposta em manifesto. Ele afirmou que a crença no Papai Noel despertou, desde muito cedo, "o espírito de subserviência e imitação"; e alguns nacionalistas brasileiros estavam descontentes com a imposição das tradições natalinas americanas. Em fevereiro de 1933, a revista O Malho apresentou uma arte de Euclides da Fonseca como a representação vencedora do Vovô Índio no concurso do Correio da Manhã.
Segundo o historiador Leandro Pereira Gonçalves, o Vovô Índio foi produto de grupos intelectuais nacionalistas, predominantemente associados a ideologias políticas de direita, e posteriormente foi informalmente apropriado pelos integralistas. Acredita-se geralmente que Camargo foi o responsável pela criação do Vovô Índio. Getúlio Vargas, que foi presidente do Brasil durante os períodos de 1930-1945 e 1951-1954, tinha um apreço pelo personagem. Há relatos de que ele tinha a intenção de transformar o Vovô Índio em um símbolo do Natal brasileiro, mas há poucas evidências que sustentem essa afirmação. Houve relatos de que Vargas teria apresentado o Vovô Índio em um estádio no Rio de Janeiro durante um evento de Natal de 1931, porém a ideia foi rejeitada pelo público.
Em 1939, uma produção teatral infantil no Rio de Janeiro exibiu um encontro entre Papai Noel e o Vovô Índio. Houve vários relatos de pessoas vestidas como o Vovô Índio que levavam presentes para crianças na década de 1930. Na edição de 24 de dezembro de 1932 do jornal O Globo, uma reportagem afirmava que o personagem era o responsável pela entrega de presentes em uma escola do Rio de Janeiro. O Estado de S. Paulo noticiou em 1935 que o Vovô Índio entregou presentes à crianças órfãs. Esta ação foi promovida pela Força Pública de São Paulo, instituição antecessora da atual Polícia Militar.

## Tradição
O Vovô Índio foi retratado por Christovam de Camargo como um senhor idoso "muito amigo das árvores", adornado com "penas de todas as cores dos pássaros" e que generosamente distribui presentes às crianças brasileiras. Dizem que ele morreu "puramente por desgosto" depois que brancos invejosos o expulsaram de suas terras. Acredita-se que, numa tentativa de associá-lo ao cristianismo, o Vovô Índio chegou aos portões do paraíso católico. São Pedro o saúda, mas lamenta não poder entrar, pois não foi batizado. Vários anjos se compadecem do Vovô Índio, e ele é batizado tendo São José e Maria, mãe de Jesus, como padrinhos. Depois de passar algumas semanas no céu, ele começa a sentir falta da Terra e pede para fazer visitas ocasionais. Jesus Cristo então aparece e sugere enviar o Vovô Índio ao Brasil em seu lugar para distribuir presentes às crianças bem comportadas.

## Declínio

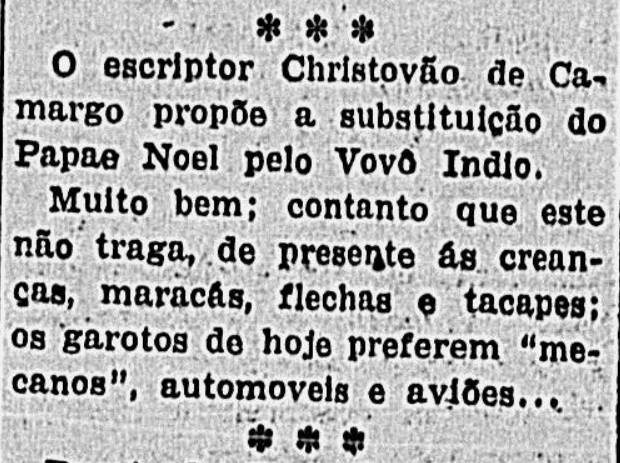
Zombaria envolvendo o Vovô Índio; é sugerido que o personagem daria às crianças "maracás, flechas e tacapes".

O Vovô Índio foi alvo de críticas e zombarias desde o início. Em 1936, o Correio da Manhã passou a aceitar artigos criticando o personagem. Em 1937, ele foi mencionado em apenas um artigo, e em 1938, em apenas dois artigos, ambos de forma irônica, e praticamente desapareceu. Em 1952, Rachel de Queiroz falava de “improvisações xenófobas como aquela bobagem do ‘Vovô Índio’ substituindo o Papai Noel”. Em 1954, Gilberto Freyre caracterizou o episódio envolvendo o Vovô Índio como "uma explosão de nativismo cru, ingênuo e ridículo, semelhante àqueles patriotas do início do século XX que queriam substituir o vinho do Porto pela aguardente de cana".